# Nebbiolo
Il Nebbiolo è un vitigno autoctono a bacca nera del Piemonte (Italia), considerato di pregio e adatto per vini da invecchiamento di alta qualità (D.O.C. e D.O.C.G.). 
È coltivato soprattutto nelle colline di Langhe-Roero, quindi in alcune zone del Monferrato, Canavese, Astigiano ed infine nel Vercellese-Novarese col nome di Spanna e in Val d’Ossola nell’estremo nord Piemonte con il nome di Prünent.
Ne è autorizzata anche una parziale coltivazione anche in alcune regioni limitrofe del Piemonte, quali Lombardia (in Valtellina, con il nome di Chiavennasca) e in Provincia di Varese (IGT Ronchi Varesini), in Valle d'Aosta (col nome di Picotener, Picotendre o Picotendro), e alcune zone della Sardegna (Luras). È coltivato anche in una piccola zona dell'Umbria, a Marsciano.
Viene inoltre utilizzato anche per la vinificazione e l'assemblaggio di alcuni vini in Abruzzo e Basilicata, mentre all'estero esistono alcune coltivazioni in vari paesi, tuttavia con risultati non sempre soddisfacenti.
Altri sinonimi del vitigno possono essere: Nebiolo, Prunenta, Brunenta, Marchesana, Martesana, Melasca, più altri vitigni cloni denominati Lampia, Michet, Rosé, Bolla.

## Storia
Il termine pare derivare da "nebbia", ma non è chiaro se per definire l'aspetto dell'acino, scuro, ma appannato (annebbiato) da abbondante pruina, oppure se dovuto alla maturazione molto tardiva delle uve, che porta spesso a vendemmiare nel periodo delle nebbie autunnali.
Il Nebbiolo ha le sue prime citazioni storiche alla fine del Duecento, per la sua presenza in vari luoghi, primariamente in Piemonte, soprattutto per l'Astigiano e le Langhe: nel 1431 è citato negli statuti di La Morra assieme al Pignolo. Solo a partire dal XIX secolo il Nebbiolo viene frequentemente citato nelle opere dei più famosi ampelografi.

## Zone di coltivazione
È coltivato in Piemonte nelle Langhe e nel Roero in provincia di Cuneo, in Canavese (particolarmente nel comune di Carema) in provincia di Torino, nel Biellese, nell'Alto Vercellese, nel Novarese e nel Verbano-Cusio-Ossola. È presente anche nell'Astigiano seppure in quantità minore.
Al di fuori del Piemonte è ampiamente diffuso nella Bassa Valle d'Aosta, ancor più in Valtellina ove costituisce la base per la produzione dei DOCG Valtellina superiore e Sforzato o Sfursat. È presente anche in Franciacorta e a Luras in Sardegna settentrionale, dove è denominato "Nebiolo". Dai primi anni del XXI secolo viene coltivato anche nei comuni di Angera, Albizzate e Azzate in Provincia di Varese. Dal XVIII secolo fu introdotto da piemontesi anche nella zona di Gubbio in provincia di Perugia.

## Caratteristiche morfologiche
- Germogliamento: prima decade di aprile.
- Fioritura: prima decade di giugno.
- Invaiatura: seconda decade di agosto.
- Maturazione dell'uva: seconda-terza decade di ottobre.

## Attitudini enologiche
È un vitigno producente uve di altissima qualità (l'unico confronto possibile in tali termini è probabilmente quello con il Pinot nero), per diversi aspetti, ma soprattutto per la completezza di tutte le caratteristiche, in buon equilibrio tra colore, corpo, acidità, aromi persistenti e volatili, robustezza alcolica. È quindi uva adatta ad essere vinificata in purezza o con minimi apporti, a produrre vini definibili "nobili" di gran corpo e durata, previa adeguata maturazione (affinamento).
Per definizione è un vitigno adatto all'invecchiamento, è infatti molto stabile negli aromi, che con la terziarizzazione divengono sempre più complessi ed interessanti, mentre il colore, per il profilo caratteristico degli antociani, tende ad evolvere rapidamente verso il granato.
A maturazione finita i vini di Nebbiolo presentano un profumo con note fruttate e di fiori secchi, di spezie. Al gusto il tannino è intenso seppur compensato dall'acidità elevata, tipica della varietà. Normalmente viene vinificato in purezza per far risaltare tutte le sue caratteristiche.

## Vini ricavati
- Solo in purezza (100% uve Nebbiolo): Barbaresco, Barolo, Nebbiolo d'Alba e Roero.
- Anche con aggiunta di altre uve: Carema, Donnas, Gattinara, Ghemme, Langhe Nebbiolo, Valtellina superiore, Sforzato di Valtellina, Canavese Nebbiolo, Albugnano, Spanna, Roero, Lessona, Terre Alfieri, Valli Ossolane.
- Solo con aggiunta di altre uve: Bramaterra, Boca, Fara, Sizzano.